# Chevy Chase Village
La ville de Chevy Chase Village est située dans le comté de Montgomery, dans l’État du Maryland, aux États-Unis. Sa population s’élevait à 2 049 habitants lors du recensement de 2020.